# Pičora
Pičora nebo Bčara (abchazsky Ԥичора nebo Бчара, gruzínsky ფიჩორი – Pičori) je vesnice v Abcházii v okrese Gali, kterou ze západního směru omývá Černé moře. Leží přibližně 27 km jihozápadně od okresního města Gali. Na severu sousedí s První Otobajou, na východě s Druhou Otobajou a na jihu se nachází hranice s Gruzií, za níž se nacházejí dvě sousední obce Anaklia a Ganardžiis Muchuri z kraje Samegrelo – Horní Svanetie, kolem nichž se do Černého moře vlévá řeka Inguri.
Oficiálním názvem obce je Vesnický okrsek Pičora (rusky Пичорская сельская администрация, abchazsky Ҧичора ақыҭа ахадара). Za časů Sovětského svazu se okrsek jmenoval Pičorský selsovět (Пичорский сельсовет).

## Části obce
Součástí Pičory jsou následující části:
- Pičora / Bčara (Ԥичора / Бчара)
- Nakargali / Lakardzy (Накарӷали / Лакарӡы) – gruz. Nakargali (ნაკარღალი)
- Načkadu (Наҷкаду) – gruz. ნაჭკადუ

## Historie
Pičora byla v minulosti součástí gruzínského historického regionu Samegrelo, od 17. století Samurzakanu. Po vzniku Sovětského svazu byla vesnice součástí Abchazské ASSR a spadala pod okres Gali. Téměř celá populace byla gruzínské národnosti.
Během války v Abcházii v letech 1992–1993 byla obec ovládána gruzínskými vládními jednotkami a po skončení bojů se obyvatelstvo ocitlo pod vládou separatistické Abcházie.
Dle Moskevských dohod z roku 1994 o klidu zbraní а o rozdělení bojujících stran byla Gagida začleněna do nárazníkové zóny, kde se o bezpečnost staraly mírové vojenské jednotky SNS v rámci mise UNOMIG. Mírové sbory Abcházii opustily poté, kdy byla v roce 2008 Ruskem uznána nezávislost Abcházie. Na pobřeží byla zatím budována ruská vojenská základna, dokončena byla krátce poté na konci roku 2008. Vojáci se do ní přesunuli ze zrušené základny v sousední První Otobaji. Na podzim 2008 byla obec a pohraniční stráž několikrát cílem ostřelování směrem od gruzínské Ganardžiis Muchuri s mrtvými pohraničníky i civilisty, což vedlo k opevnění hranice kolem obce a prezident Abcházie Sergej Bagapš tyto útoky nazval na zasedání bezpečnostní rady teroristickými akcemi Gruzie na území Abcházie.
V roce 2011 podnikli ruští a abchazští pohraničníci v obci zátah na zdejší pašeráky drog. Celkem deset osob obvinili z drogové kriminality i z nelegálního ozbrojování.

## Obyvatelstvo
Dle nejnovějšího sčítání lidu z roku 2011 je počet obyvatel této obce 1064 a jejich složení následovné:
- 1060 Gruzínů (99,6 %)
- 3 Rusové (0,3 %)
- 1 Megrel (0,1 %)

Před válkou v Abcházii žilo v obci 401 obyvatel, v celém Pičorském selsovětu 1064 obyvatel. Tedy stejně jako při posledním sčítání lidu.